# Cieklin

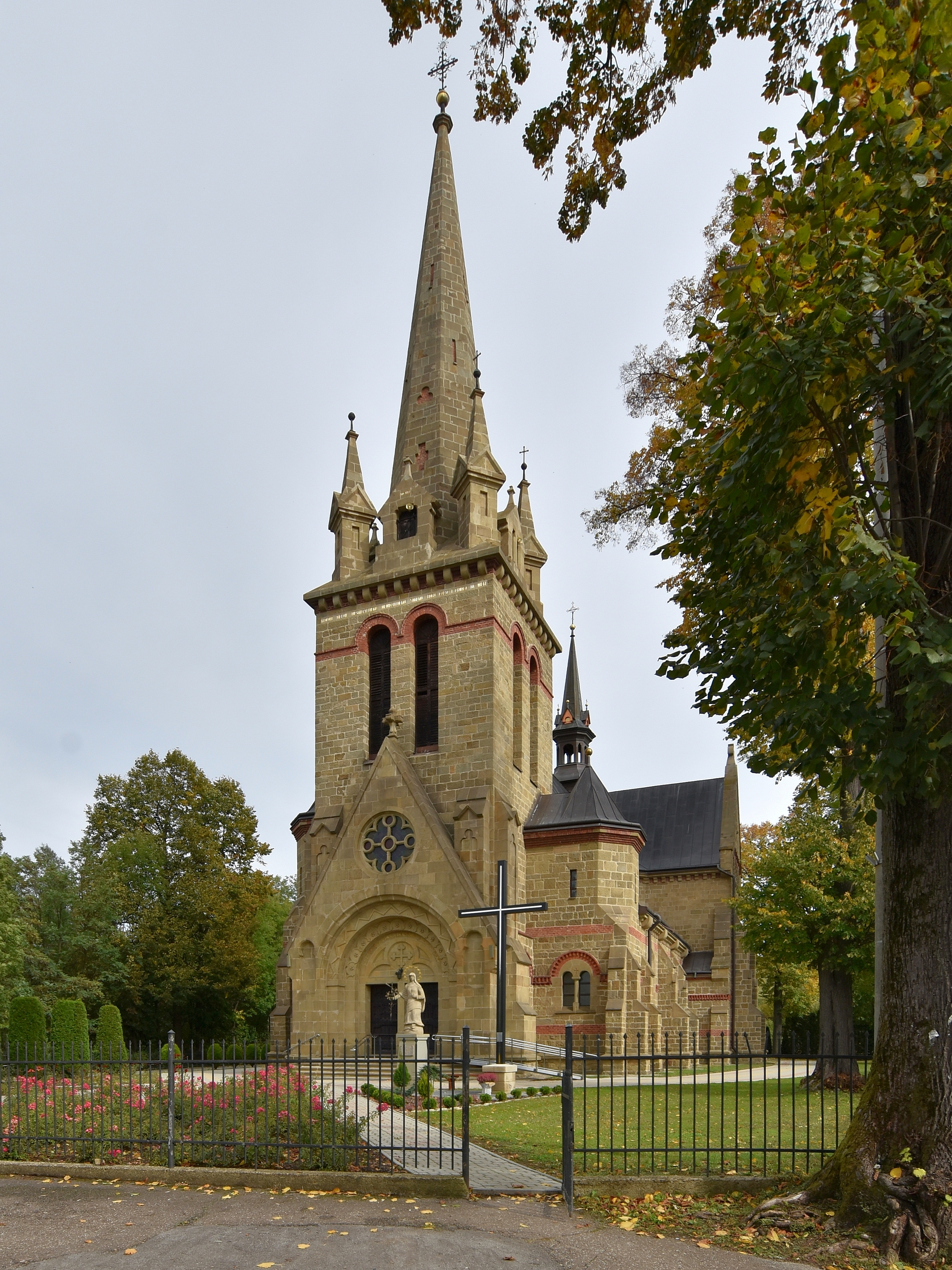
Kościół parafialny

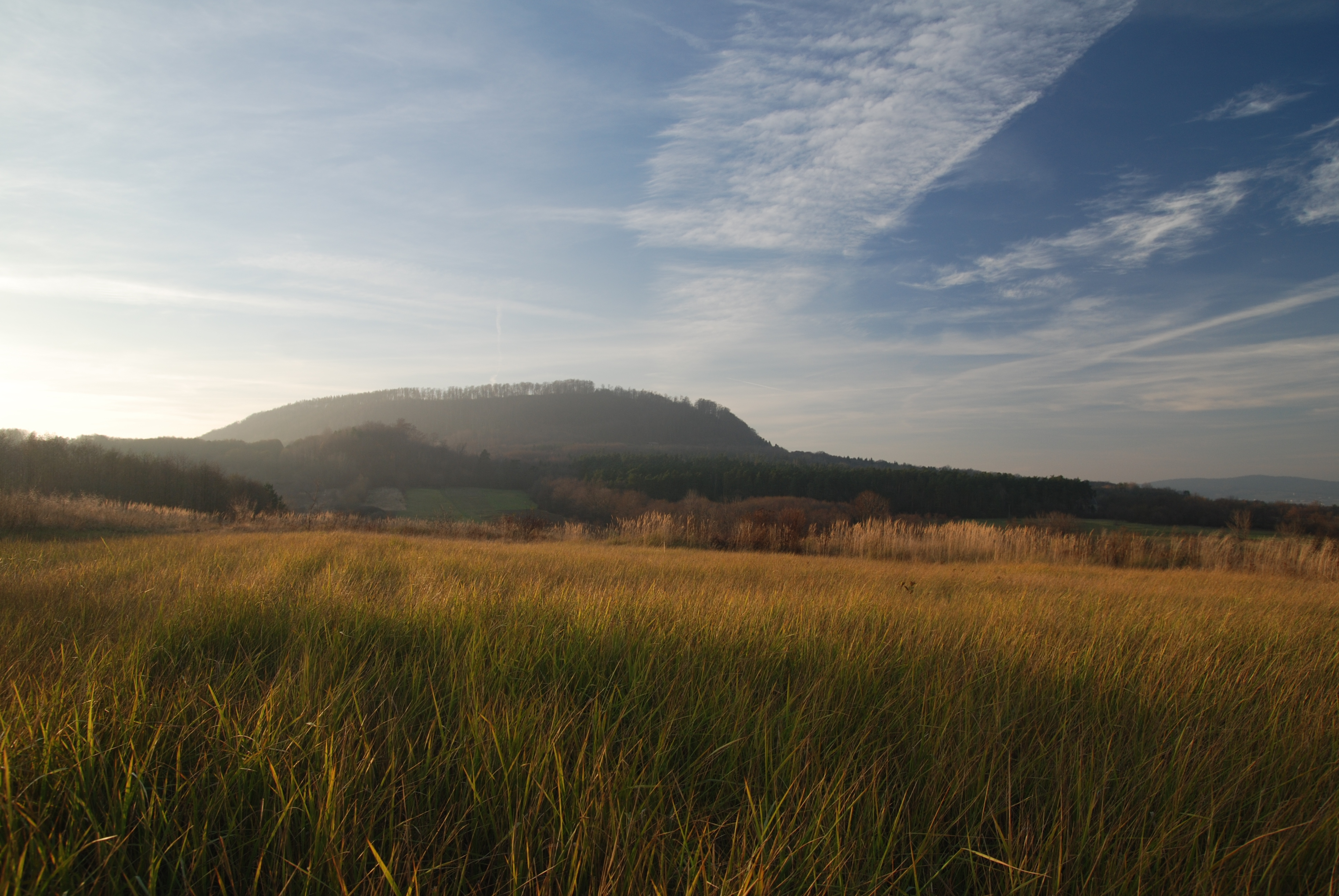
Widok na Cieklinkę z Cieklina

Cieklin – wieś w Polsce położona w województwie podkarpackim, w powiecie jasielskim, w gminie Dębowiec. Liczy ok. 1200 mieszkańców.
| SIMC    | Nazwa      | Rodzaj    |
| ------- | ---------- | --------- |
| 0348105 | Dydówka    | część wsi |
| 0348128 | Józefów    | część wsi |
| 0348111 | Pasterniki | część wsi |

W latach 1954–1972 wieś należała i była siedzibą władz gromady Cieklin.

Od 2008 roku funkcjonuje w Cieklinie Muzeum Narciarstwa im. Stanisława Barabasza.

W miejscowości ma swoją siedzibę parafia Św. Michała Archanioła, należąca do dekanatu Dębowiec, diecezji rzeszowskiej.

## Położenie
Miejscowość odległa jest 18 km od Jasła i 19 km od Gorlic. Położona jest w dolinie potoku Bednarka, na pograniczu Beskidu Niskiego i Pogórza Jasielskiego. Od zachodu nad miejscowością wznosi się góra Cieklinka (512,8 m n.p.m.), a od wschodu Ostra Góra (366 m n.p.m.), na których znajdują się krzyże odnowione w 2000 r. Od południa rozciąga się masyw Magury Wątkowskiej, wchodzący w obszar Magurskiego Parku Narodowego.

## Historia
Cieklin powstał w XIII wieku, swoją nazwę otrzymał od swego założyciela Ciekła (Piekosiński). Miejscowość była własnością opactwa benedyktynów tynieckich. W XIV wieku zakonnicy toczyli spór o Cieklin z Jakubem ze Żmigrodu. Spór ten rozstrzygnął na korzyść klasztoru książę Władysław Łokietek w 1319 r.. Długosz w „Liber Beneficiorum” podaje, że we wsi znajdował się kościół parafialny, zapewne drewniany, o którym jednak brak bliższych danych. Nową świątynię wzniesiono w 1631 r., a konsekrowano w 1640. W XV wieku Cieklin stał się własnością rycerską. Należał do Mniszchów, Ossolińskich, Stadnickich.
W 1595 roku wieś położona w powiecie bieckim województwa krakowskiego była własnością starosty krasnostawskiego Jana Mniszcha.
Poza uprawą roli i pasterstwem głównym zajęciem mieszkańców Cieklina było kamieniarstwo. Produkowano tu z miejscowego piaskowca stopnie schodów, płytki podłogowe, krzyże nagrobne, figury świętych i in. W połowie XIX w. popularna „Geografia (...) Galicyi i Lodomeryi” podawała przy haśle „Cieklin”, iż tam ...z kamienia posadzki na cały ten kraj robią (...) robią i statuy z kamienia, ale rzemieślników nie masz dobrych.
W roku 1888 do Cieklina przyjechał Stanisław Barabasz (pierwszy zakopiański narciarz) by tu, zmuszony srogą zimą, wykonać pierwsze w Polsce narty. Po nieudanych próbach jazdy nie zniechęcił się i zabrał je do Krakowa. Tam jeździł po błoniach, następnie pod Kopcem Kościuszki, gdzie nauczył się zjazdów i zrozumiał całą przyjemność używania nart.
W 1889 r. nabył Cieklin Zygmunt Saryusz Wilkoszewski. Wybudował okazały murowany dworek i budynki gospodarskie, ale 4 lata później sprzedał je konwentowi norbertanek z krakowskiego Zwierzyńca. W 1898 r. z inicjatywy ówczesnego proboszcza ks. Dierzyńskiego, rozpoczęto budowę nowego kościoła według projektu Jana Sas-Zubrzyckiego. Budowę zakończono 6 lat później. Poświęcony 14 października 1904 r. przez ks. biskupa przemyskiego św. Józefa Sebastiana Pelczara.
W czasie I wojny światowej 4 maja 1915 r. w okolicach Cieklina rozegrała się Bitwa o Cieklin, w której zginęło około 1000 żołnierzy.
Świadectwem tego są okoliczne cmentarze wojenne m.in.:
- Cmentarz wojenny nr 12 – Cieklin;
- Cmentarz wojenny nr 13 – Cieklin;
- Cmentarz wojenny nr 14 – Cieklin.

Wieś jest dobrze zagospodarowana: posiada pocztę, szkołę podstawową, gimnazjum, przedszkole, bibliotekę, ośrodek zdrowia, sklepy, małe zakłady usługowe i pracownie artystyczne (ceramika, szkło, witraże, kowalstwo).

## Zabytki
Obiekty wpisane do rejestru zabytków nieruchomych województwa podkarpackiego.
- Kościół św. Stanisława Biskupa w Cieklinie.

## Ludzie związani z Cieklinem
Z Cieklina pochodził przodek Piotra Cieklińskiego (1558–1604) – dyplomaty i dworzanina Jana Zamojskiego, pisarza i poety renesansowego, pierwszego polskiego komediopisarza.
- Aleksander Stadnicki (1786–1853) – historyk;
- Marian Szarek – ksiądz, neoprezbiter;
- Ignacy Wawszczak (1898–1937) – kapitan Wojska Polskiego, pilot balonowy, reprezentant Polski w Pucharze Gordona Bennetta, rekordzista świata.